# Blood Dynasty
Blood Dynasty är Arch Enemys tolfte studioalbum, utgivet den 28 mars 2025.

## Låtlista
Alla låtar är komponerade av Michael Amott och Daniel Erlandsson där icke annat anges.
| Nr           | Titel                         | Längd |
| ------------ | ----------------------------- | ----- |
| 1.           | Dream Stealer                 | 4:30  |
| 2.           | Illuminate the Path           | 4:48  |
| 3.           | March of the Miscreants       | 4:49  |
| 4.           | A Million Suns                | 3:45  |
| 5.           | Don't Look Down               | 4:07  |
| 6.           | Presage                       | 0:47  |
| 7.           | Blood Dynasty                 | 3:51  |
| 8.           | Paper Tiger                   | 3:56  |
| 9.           | Vivre Libre (Blaspheme cover) | 4:07  |
| 10.          | The Pendulum                  | 3:42  |
| 11.          | Liars & Thieves               | 4:20  |
| Total längd: | Total längd:                  | 42:41 |

## Medverkande
- Alissa White-Gluz – sång
- Michael Amott – gitarr
- Joey Concepcion – gitarr
- Sharlee D'Angelo – basgitarr
- Daniel Erlandsson – trummor, keyboard